# DDR Motorsport
DDR Motorsport fue fundada en 2001 por Diego Grullón. DDR hizo su debut lanzando el DDR SP4 "Sport Prototype 4 cilindros" en la exhibición de autos en kit Knott's Berry Farm de 2005 en California .
Los dos modelos principales son el Miami GT8 "Gran Turismo de 8 cilindros",que está propulsado por un motor GM serie LS de Corvette y utilizará una transmisión Porsche G50, G96 o Audi 5000, y el GT4 "Gran Turismo 4". "cilindro", propulsado por el motor Toyota 2.0 litros turbo 3S-GTE utilizado en el SW-20 Toyota MR2.
Hay 2 modelos por pedido especial. El "motor rotativo prototipo deportivo" SP-RE con un motor Mazda RX-7, que utiliza una transmisión Porsche G50 acoplada con una placa adaptadora KEP. El otro modelo es el DDR SP-BE "DDR Sport Prototype Boxer Engine" que utiliza un motor y transmisión Subaru.
Los coches fabricados por DDR Motorsport se venden principalmente como componentes. DDR también dispone de llaves en mano, aunque construidas por terceros.